# 張永昌 (棒球運動員)
張永昌（1958年9月3日—）為台灣棒球選手，曾經效力於中華職棒兄弟象。決勝球種是掌心球。
1990年3月17日中華職棒元年開幕戰，面對統一獅隊的捕手曾智偵投出中華職棒史上第一球，遭主審葉南輝判壞球，該打席最終投出了四壞球保送。這場比賽最終兄弟象隊以3:4落敗，先發投手張永昌成為中華職棒史上首位敗戰投手。職棒元年的成績是3勝8敗。職棒二年仍有6勝成績。職棒三年以後轉任後援。

## 經歷
- 嘉義市垂楊國小少棒隊
- 高雄縣美濃國小少棒隊
- 高雄縣光陽少棒隊
- 屏東縣美和中學青少棒隊
- 屏東縣美和中學青棒隊
- 文化大學棒球隊（竹林山、味全）
- 陸軍棒球隊
- 合作金庫棒球隊
- 兄弟飯店棒球隊
- 中華職棒兄弟象
- 高雄縣高美醫護管理專科學校青棒隊總教練

## 生涯成績
| 職棒年度 | 所屬球隊 | 防禦率         | 年度戰績         | 出場數         | 奪三振         | 完投           | 完封           | 被安打         | 被全壘打       |
| 職棒元年 | 兄弟象隊 | 4.69           | 3勝8敗1和1救援   | 29             | 57             | 1              | 0              | 123            | 6              |
| 職棒２年 | 兄弟象隊 | 4.41           | 6勝6敗0和1救援   | 26             | 36             | 0              | 0              | 80             | 13             |
| 職棒３年 | 兄弟象隊 | 4.01           | 3勝2敗0和0救援   | 11             | 19             | 1              | 1              | 45             | 8              |
| 職棒４年 | 兄弟象隊 | 5.02           | 2勝3敗0和0救援   | 10             | 19             | 0              | 0              | 47             | 4              |
| 職棒５年 | 兄弟象隊 | 無 出 賽 記 錄 | 無 出 賽 記 錄   | 無 出 賽 記 錄 | 無 出 賽 記 錄 | 無 出 賽 記 錄 | 無 出 賽 記 錄 | 無 出 賽 記 錄 | 無 出 賽 記 錄 |
| 職棒６年 | 兄弟象隊 | 無 出 賽 記 錄 | 無 出 賽 記 錄   | 無 出 賽 記 錄 | 無 出 賽 記 錄 | 無 出 賽 記 錄 | 無 出 賽 記 錄 | 無 出 賽 記 錄 | 無 出 賽 記 錄 |
| 職棒７年 | 兄弟象隊 | 24.0           | 0勝0敗0和0救援   | 4              | 1              | 0              | 0              | 7              | 3              |
| 生涯累計 | 七年     | 4.76           | 14勝19敗1和2救援 | 80             | 132            | 2              | 1              | 302            | 34             |

## 外部連結
- 張永昌在中華職棒
- 張永昌在Baseball-Reference.com（小聯盟以及海外聯盟）（英语）
- (棒球運動員) 張永昌在台灣棒球維基館上的頁面（繁體中文）

| 前任： 隊史第一位 | 兄弟象開幕戰先發投手 1990年 | 繼任： 陳義信 |